# ICL Personal computer
ICL Personal computer (Personal computer) је био професионални рачунар фирме ICL који је почео да се производи у Уједињеном Краљевству од 1981. године.
Користио је Intel или AMD 8085A као микропроцесор. RAM меморија рачунара је имала капацитет од 64 KB до 512 KB. 
Као оперативни систем кориштен је CP/M или MP/M.

## Детаљни подаци
Детаљнији подаци о рачунару Personal computer су дати у табели испод.
|                       |                                                                        |
| [ 1 ]                 |                                                                        |
| Произвођач            |                                                                        |
| Тип                   | професионални рачунар                                                  |
| Меморија              | 64 до 512 KB                                                           |
| Поријекло             | Уједињено Краљевство                                                   |
| Година                | 1981                                                                   |
| Тастатура             | Пуни помак, 102 тастера са функцијским тастерима и нумеричка тастатура |
| Процесор              |                                                                        |
| Фреквенција процесора | 3                                                                      |
| RAM                   | 64 до 512 KB                                                           |
| ROM                   |                                                                        |
| Текст                 | 80 знакова x 25 линија                                                 |
| Графика               | нема                                                                   |
| Боја                  | једна боја                                                             |
| Звук                  | мали звучник                                                           |
| Димензије             | 50,5 (ширина) x 40,5 (дубина) x 14 (висина)                            |
| Портови               |                                                                        |
| Оперативни систем     |                                                                        |